# Božena Cibulková
Božena Cibulková (6. června 1914, Svébohov – 2. prosince 1995 Mohelnice) byla novodobá křesťanská mystička, duchovní učitelka a autorka duchovních textů.

## Život
Narodila se v obci Svébohov na Šumpersku, mládí prožila v pohraniční obci Malá Morava. Vyrůstala v chudém venkovském prostředí, kde jí bylo dopřáno jen základní vzdělání. V Boskovicích, kam se vdala, se setkala se společenstvím jiné mystičky Marie Kubištové. Později přijala vliv Rudolfa Steinera. 

Od 40. let se datují její mystické zážitky. Na Hromnice 2. února 1950 se datuje její vidění vzkříšeného Krista, jenž ji vyzval ke svědectví o jeho díle ve prospěch lidstva. 

Po celý život byla katolickou křesťankou a měla intenzivní vztah k eucharistii. 

Boženu Cibulkovou navštívil i biskup skryté církve Felix Maria Davídek. Zvláštní duchovní poslání zvěstovala ve své vidění pro slovanské národy a zejména národ český.
Do konce svého života napsala rozsáhlý soubor textů, který její přátelé následně zpracovávali. Celý soubor má okolo 4 tisíc stran, některé jeho části byly vydány v knižní podobě, např. Slovo Kristovo, Duchovní život, Cesta duše anebo sbírky modliteb.